# Bodegón con flores, copa de plata dorada, almendras, frutos secos, dulces, panecillos, vino y jarra de peltre
Bodegón con flores, copa de plata dorada, almendras, frutos secos, dulces, panecillos, vino y jarra de peltre es un óleo sobre tabla, realizado por la pintora holandesa Clara Peeters en 1611. Se encuentra en el Museo del Prado de Madrid (España).

## Descripción
Sobre un fondo oscuro, destacan de forma muy realista los elementos de bodegón que definen el nombre del cuadro. Se especula con que este cuadro es uno de los cuatro de una serie de bodegones basándose sobre todo en el tamaño similar, aunque su procedencia es diferente. Está documentado en el inventario de 1746 de la Colección Real Española.
Una característica peculiar del cuadro es que, a través de los reflejos en los objetos, la artista aparece autorretratada, en la jarra dorada y en la copa de peltre, en número de 4 y 3 veces respectivamente. La artista introdujo su autorretrato en, al menos, siete obras más, entre las que se encuentran Bodegón con pescado, vela, alcachofas, cangrejos y gambas, Bodegón con arenque, cerezas, alcachofa, jarra y plato de porcelana con mantequilla, Bodegón con quesos, almendras y panecillos, Bodegón con quesos, gambas y cangrejos de río o Bodegón con flores, copas doras, monedas y conchas. Probablemente, Peeters buscaba con esto ser reconocida ante las dificultades que suponía ser una mujer artista en su época.

## Historia
El bodegón era la temática preferida de Peeters por lo que esta obra es un buen ejemplo del estilo de la misma y de su trayectoria artística. Tanto sobre la pintora como de su obra no se conocen muchos detalles cronológicos y solo existen sus cuadros como fuente de información. Este cuadro, junto a otros tres con los que se sospechaba que formaba una serie, aparecen en la Colección del Museo del Prado. Hay una intencionalidad propia de algunos artistas de finales del siglo XVI de combinar la intención artística con la precisión descriptiva propia de la mentalidad científica.